# اوپریچینینا

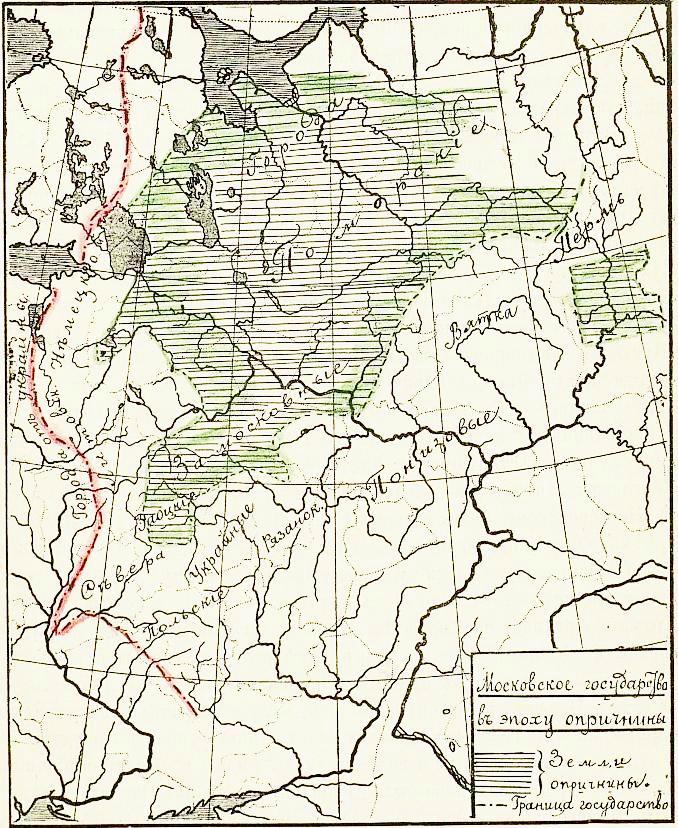
یک نقشه از قلمرو اوپریچینینا (اراضی شخصی ایوان مخوف) در روسیه مسکووی

اوپریچینینا (به روسی: Oпри́чнина)، یک سیستم حکومتی بود که توسط ایوان مخوف ایجاد شد و از سال ۱۵۶۵ تا ۱۵۷۲ در روسیه تزاری برقرار بود. این سیستم که اراضی روسیه را به دو بخش سلطنتی و غیرسلطنتی تقسیم کرد، با هدف کاهش قدرت اشراف و تثبیت قدرت مطلق تزار، با ایجاد رعب و وحشت روانی در سراسر کشور توسط اوپریچنیک‌ها ایجاد شد.

## هدف ایجاد

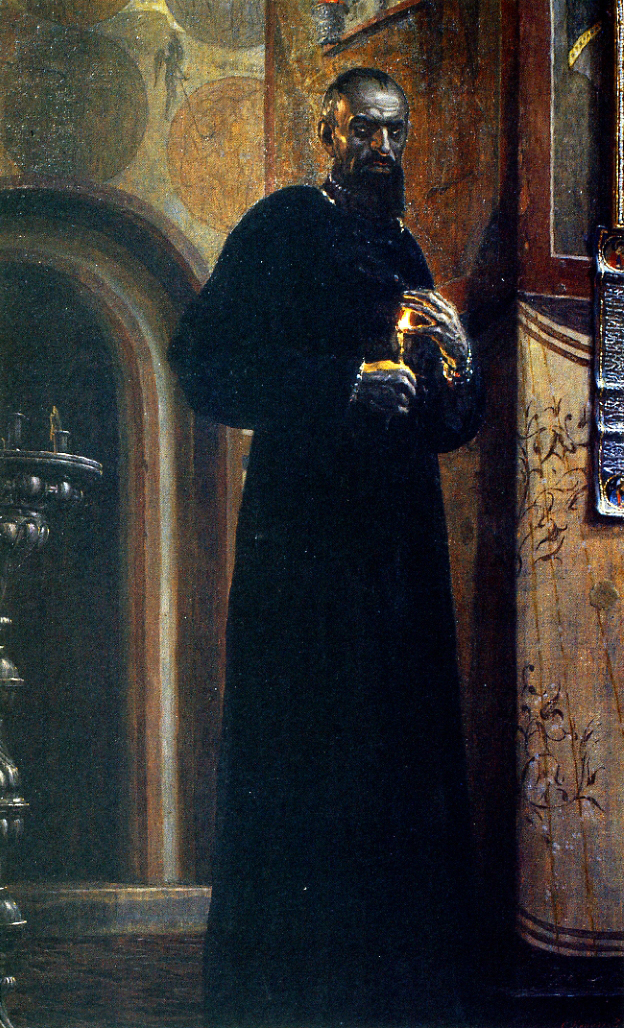
ایوان مخوف در لباس دعا

ایوان مخوف (سلطنت: ۱۵۴۷–۱۵۸۳)، نخستین تزار روسیه که به شدت از خیانت وحشت داشت، در سال ۱۵۶۵ تصمیم گرفت سیستمی به نام «اوپریچینینا» ایجاد کند. این نظام، بخشی از قلمرو روسیه تزاری را از حاکمیت معمول جدا کرده و تحت کنترل مستقیم تزار و نیرو‌های ویژه‌ای به نام «اوپریچنیک‌ها» قرار داد. هدف اصلی اوپریچینینا، مبارزه با خیانت و تثبیت قدرت مطلق ایوان بود؛ اما در عمل، به دوره‌ای از ترور و سرکوب گسترده تبدیل شد. ایوان معتقد بود که بویارها ریشهٔ اصلی خیانت‌ها و بی‌ثباتی کشور هستند. او می‌خواست با حذف فیزیکی آنها، پایه‌های حکومت خود را تثبیت کند. ایوان این تصمیم را پس از شکست‌های نظامی در جنگ لیوونی و شورش‌های داخلی گرفت. ایزابل د ماداریاگا، مورخ اسپانیایی، این ایده را گسترش داد که «اوپریچینینا تلاش ایوان برای تثبیت استبداد خود با مطیع ساختن تمام طبقات اجتماعی مستقل» بود.

## توصیف
نظامی که ایوان مخوف تشکیل داد روسیه تزاری را به دو بخش «قلمرو خصوصی» یا اوپریچینینا (به روسی: Oпри́чнина) و «قلمرو عمومی» یا زمشچینا (به روسی: Земщина) تقسیم کرد. اوپریچینینا شامل یک قلمرو جداگانه در داخل مرزهای روسیه و عمدتا در قلمرو جمهوری نووگورود سابق در شمال بود. این منطقه شامل بسیاری از مراکز مالی دولت، از جمله منطقهٔ نمکی استارایا روسا و شهرهای تجاری برجسته بود. ایوان شخصاً قدرت انحصاری بر قلمرو اوپریچینینا داشت. در آن سو دومای بویار بر زمشچینا یعنی دومین بخش کشور حکومت می‌کرد. تا سال ۱۵۶۸، اوپریچینینا به بسیاری از نهادهای اداری تحت صلاحیت زمشچینا متکی بود. ایوان تنها زمانی که نزاع بین دو بخش به اوج خود رسید، نهادهای مستقلی را در داخل اوپریچینینا ایجاد کرد.

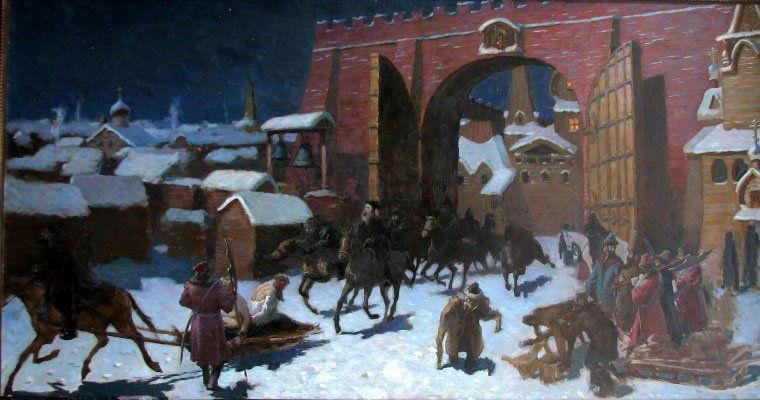
اوپریچنیک‌ها بویارهای بازداشت شده را می‌برند

ایوان همچنین یک گارد شخصی به نام اوپریچنیکی (به روسی: опри́чники) را ایجاد کرد. سربازان این گارد «اوپریچنیک» نامیده می‌شدند. هرکدام از اشراف یا اهالی شهر بدون ارتباط با زمشچینا یا ادارهٔ آن، واجد شرایط ورود به گارد جدید تزار بودند. اوپریچنیک‌ها نیرو‌های ویژهٔ ایوان بودند و لباس‌های خاصی به رنگ سیاه می‌پوشیدند که با نماد‌هایی همچون کلهٔ سگ و جارو تزئین شده بودند. کلهٔ سگ نمادی از وفاداری به تزار و آمادگی برای «بو کشیدن» خیانت‌ها و جارو نشان‌دهندهٔ پاکسازی جامعه از دشمنان تزار بود! اوپریچنیک‌ها با اختیارات نامحدود خود، به سرکوب مخالفان، مصادرهٔ اموال و ایجاد وحشت در سراسر کشور می‌پرداختند. آنها خانه‌ها را ویران، خانواده‌ها را قتل‌عام و اموال اشراف را غارت می‌کردند. ایوان به آنها اجازه داده بود تا هرگونه مقاومتی را با شدیدترین خشونت‌ها سرکوب کنند.
دوره اوپریچینینا به خشونت‌های وحشیانه و بی‌سابقه‌ای معروف است. ایوان و اوپریچنیک‌هایش از روش‌های گوناگونی برای شکنجه و قتل استفاده می‌کردند که گاه به نظر می‌رسد تنها با هدف ایجاد رعب و وحشت طراحی شده بود. مانند زنده‌زنده پختن افراد در آب جوش یا روغن داغ، سپردن افراد به خرس یا سگ‌های وحشی گرسنه، به صلیب کشیدن، زنده‌زنده سوزاندن و استفاده از دستگاه‌های مختلف شکنجه جهت اعتراف گرفتن از مخالفان، شامل ابزار‌هایی برای کشیدن اندام‌ها، شکستن استخوان‌ها و ایجاد جراحات شدید. یکی از مشهورترین جنایت‌های اوپریچینینا، قتل‌عام نووگورود (۱۵۷۰) بود. ایوان به دلیل شایعه‌ای مبنی بر خیانت مردم نووگورود، دستور داد این شهر به‌طور کامل ویران شود. هزاران نفر در این قتل‌عام جان باختند.

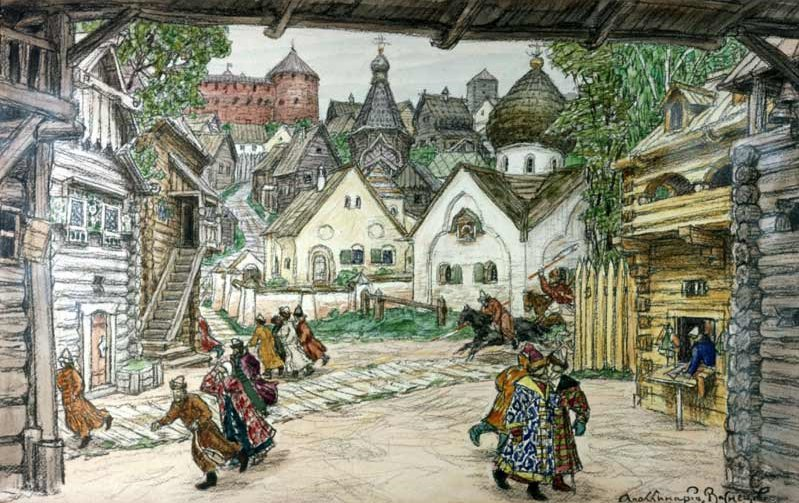
مردم روسیه که با اطلاع از آمدن اوپریچنیک‌ها می‌گریزند

گفته می‌شود که اوپریچنیک‌ها زنان باردار را شکم پاره می‌کردند و کودکان را زنده‌زنده در رودخانه یخ‌زده می‌انداختند. یکی از اهداف اصلی اوپریچینینا، ایجاد وحشت روانی در سراسر کشور بود. ایوان مخوف می‌خواست مردم و اشراف بدانند که هیچ کس از غضب او در امان نیست. او گاهی شخصاً در شکنجه‌ها و اعدام‌ها شرکت می‌کرد و روایت شده که ایوان یک بار شخصاً با یک چکش آهنی، مخالفان خود را در مقابل جمعیت کشت. او همچنین از تاکتیک‌هایی مانند دعوت به مهمانی‌های باشکوه استفاده می‌کرد. در این مهمانی‌ها، او ابتدا مهمانانش را با غذا و نوشیدنی پذیرایی می‌کرد و سپس ناگهان دستور می‌داد که تعدادی از آنها به عنوان خائن اعدام شوند.

## نتیجه
ایزابل د ماداریاگا بر نقش اوپریچینینا در تضعیف قدرت اشرافی تأکید کرده است. اسکان مالکان جدید، قدرت اشراف موروثی را به شدت کاهش داد. زمین‌داران اوپریچنیکی که جایگاه خود را مدیون تزار و به او وفادار بودند، جای اشرافی را گرفتند که ممکن بود جاه‌طلبی‌های سیاسی مستقل را در سر بپرورانند. با وجود خشونت و سرکوب گسترده، اوپریچینینا تأثیرات منفی زیادی بر اقتصاد و جامعهٔ روسیه گذاشت. اشراف ضعیف شدند، کشاورزی آسیب دید و مردم عادی در فقر فرو رفتند. در سال ۱۵۷۲، ایوان مجبور شد این سیستم را منحل کند، زیرا نتوانسته بود ثبات مورد نظرش را ایجاد کند.